# A Diabolik piaceva l'insalata
A Diabolik piaceva l'insalata è una trasmissione televisiva condotta da Matteo Pelli, in onda su RSI LA1 dal 2012 ogni sabato alle 20:40.

## Descrizione
Il programma ha esordito sugli schermi televisivi il 14 gennaio 2012 ed è un talk show tra il serio e il faceto in cui sono ospiti personaggi noti e meno noti della Svizzera italiana che si fanno intervistare, svelando anche fatti non molto conosciuti dal grande pubblico.
All'inizio di ogni puntata c'è un giochino in cui viene scelta una persona a caso nel pubblico che deve cercare di rispondere, grazie a tre indizi, ad una domanda inerente al personaggio presente quella sera.
Il tutto è nato ad un'idea dello stesso Pelli, che si è espresso così in merito:
Ecco mi piacerebbe una trasmissione in un posto così. Mi piacerebbe intervistare qualcuno. Anzi mi piacerebbe intervistare un sacco di persone, ma in modo speciale. Non so come ma speciale. Mi piacerebbe la musica. Un dj magari. E poi il pubblico. Un pubblico che si prenota e viene perché ha voglia di partecipare. E basta. Mi piacerebbero tutte queste cose.
Allora un giorno ho chiesto: "Ma si può fare una cosa così?". La risposta è stata: "Certo, a Diabolik piaceva l’insalata". Mi pareva proprio un bel titolo. E siamo partiti."»
(Matteo Pelli)
Nel corso degli anni, il programma ha continuato a evolversi, includendo nuovi segmenti interattivi e ospiti di varie discipline, mantenendo il suo caratteristico stile informale e accogliente. L'ambiente, ispirato a una vecchia fabbrica, e la partecipazione attiva del pubblico sono rimasti elementi centrali del format. Inoltre, la presenza di un DJ che accompagna le puntate con musica dal vivo ha contribuito a creare un'atmosfera unica e coinvolgente.

## Il cast del programma

### La valletta
È presente anche una valletta, Carolina Brunati, che ha il compito di aprire le puntate, di presentare l'ospite o gli ospiti della serata e di leggere e dire 2 dei 3 indizi del giochino.

### Il DJ
La trasmissione può contare sulla presenza del DJ e rapper italiano Bassi Maestro che si occupa della sigla di apertura e di chiusura, nonché di mettere in musica certi momenti. Suo è anche il compito di far conoscere l'indizio musicale per risolvere l'indovinello proposto.

### Il pubblico
Il pubblico si iscrive per essere presente ad una o più puntate ma devono essere persone che hanno voglia di partecipare attivamente, come detto dal presentatore nella descrizione del programma.

## Ambientazione
Una cosa particolare, come già citato nella descrizione, è il luogo in cui si svolge la trasmissione. Non un semplice studio televisivo ma piuttosto in un vecchio magazzino che non si sa bene dove sia situato.